# PGC 197570
LEDA/PGC 197570 ist eine linsenförmige Galaxie vom Hubble-Typ S0 im Sternbild Fische auf der Ekliptik, die schätzungsweise 260 Millionen Lichtjahre von der Milchstraße entfernt ist. Im selben Himmelsareal befinden sich u. a. die Galaxien NGC 375, NGC 382, NGC 383, NGC 386.